# Ralph Lauren
Ralph Lauren Corporation (укр. Ральф Лорен Корпорейшн) (NYSE: RL) — американська компанія зі штаб-квартирою в Нью-Йорку, виробник одягу, аксесуарів, парфумерії, меблів та інших товарів для дому. За підсумками 2006 року увійшла до списку найбільших американських компаній Fortune 1000, зайнявши в рейтингу 657-е місце.

## Історія
Компанія заснована в Нью-Йорку в 1966 році сином емігрантів з колишньої Російської імперії Ральфом Лореном (уроджений Ральф Лівшиц). У 1967 році виробник одягу Норман Хілтон (англ. Norman Hilton) вклав у справу початківця модельєра 50 тисяч доларів, що дало змогу відкрити перший фірмовий магазин і почати торгувати краватками під маркою Polo. Логотипом компанії стало зображення гравця в поло, який скаче на коні.
У 1968 році Ральф Лорен відкриває власний відділ у магазині Bloomingdale's, у 1971-му — фірмовий магазин в Беверлі-Хіллз, на вулиці Родео-драйв. У тому ж році запускається перша лінія жіночого одягу.
На початку 1970-х компанія Polo Fashion перебувала на межі банкрутства. Вийти з кризи допоміг новий інвестор, Пітер Сміт (англ. Piter Smith), він же став президентом компанії.
У 1970-х спортивні сорочки від Ральфа Лорена випускаються в широкій гамі з 24 відтінків.
У 1974 році виходить колекція окулярів Ralph.
З 1979 році випускається аромат Chaps, у 1980 році — перша колекція нижньої білизни і шкіряних виробів. У 1981 році в Лондоні відкривається перший закордонний магазин компанії — Polo Fashion.
У 1984 році в Нью-Йорку, в старовинному особняку на розі Медісон-Авеню і 72-ї вулиці, відкрився фірмовий магазин марки Polo Ralph Lauren.

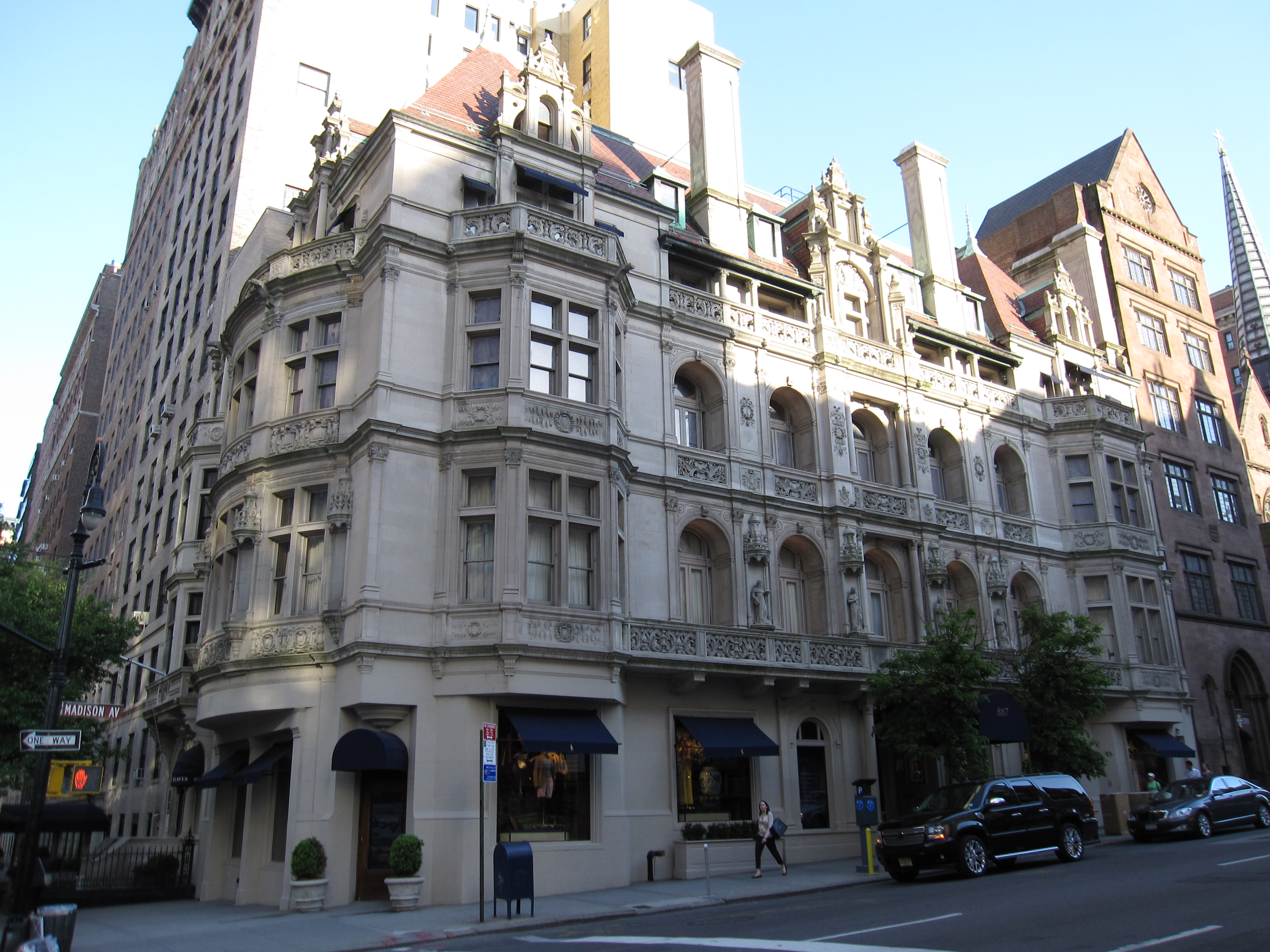
Магазин Polo Ralph Lauren, Медісон Авеню, Нью-Йорк.

У 1997 році акції компанії Ralph Lauren Corporation були розміщені на Нью-Йоркській фондовій біржі, дещо пізніше організація придбала марку Club Monaco і запустила власний сайт в інтернеті, представивши спочатку чоловічий одяг, а у 2002 році — лінію товарів для дому. У 2003 році на сайті з'явився розділ Create your own, що давало змогу покупцям самостійно створювати собі дизайн сорочки-поло.
За підсумками 2006 року Ralph Lauren Corporation увійшла в список найбільших компаній США за версією журналу Fortune. Тоді ж компанія відкриває свій перший магазин у Токіо, а у 2007 році — і в Москві.

## Власники і керівництво
За даними компанії, контрольний пакет акцій належить її засновникові Ральфу Лорену (87,4 % голосуючих акцій). Капіталізація на момент закриття Нью-Йоркської фондової біржі 14 травня 2007 року — $9,45 млрд.
Голова ради директорів і головний керуючий компанії — Ральф Лорен.

## Торгові марки

### Polo Ralph Lauren
1967 чоловічий спортивний одяг.

### Ralph Lauren Women's Collection
Започаткована 1974 року лінія жіночого одягу — від вечірніх плать до спортивного одягу. Висока цінова категорія.

### Polo Ralph Lauren Children
У 1978 році запускається лінія дитячого одягу для хлопчиків, за якою послідували лінії одягу для дівчаток і для немовлят. Дитячий одяг з в'язаними сорочками й кашеміровими светрами.

### Polo Golf
Від 1990 року.

### Polo Sport
1992 спортивний одяг активного спорту й фітнесу. З 2014 року шиється PoloTech Shirt з розумної тканини.

### Double RL (RRL)
Від 1993 RRL джинсовий, старовинний, спортивний одяг з робочим та військовим фасоном.

### Ralph Lauren Purple Label
Започаткована 1994 року лінія чоловічого одягу з костюмами, спортивним одягом, взуттям, аксесуарами й сумками. Висока цінова категорія.

### Ralph by Ralph Lauren
Від 1994 року шиються окремо жакети, штани, жилети, спортивні куртки та пальто.

### Lauren by Ralph Lauren
Від 1996 року для жінок спортивний одяг, джинси, сукні, спортивний активний одяг, аксесуари й взуття за дешевими цінами; для чоловіків костюми, спортивні куртки, костюмні сорочки, штани, смокінги, пальто та краватки за дешевшими цінами.

### RLX Golf
Від 1998 року.

### Pink Pony
Від 2000 року переважно жіночий спортивний одяг та аксесуари, прибуток з продажу котрих спрямовується на боротьбу з раком. Малюнок рожевого гравця в поло.

### Denim & Supply Ralph Lauren
Від 2011 року лінія джинсового одягу.

### Women’s Polo
З 2014 року жіночий спортивний одяг.

### Chaps
Від 1974 року Chaps by Ralph шиє повсякденний спортивний, діловий одяг та сукні.
Вебсайт www.chaps.com [Архівовано 2 березня 2017 у Wayback Machine.]

### Club Monaco

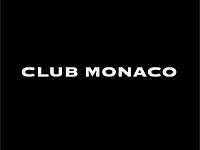

1999 року придбаний канадський виробник чоловічого й жіночого одягу Club Monaco з Торонто. Підприємство існувало з 1985 року. З придбанням торгова марка Club Monaco пропонує "доступну розкіш з відчуттям сучасності". 
Вебсайт www.clubmonaco.com [Архівовано 15 липня 2005 у Wayback Machine.]

### American Living
Від 2008 року жіноча торгова марка. До 2012 року продавалася в універмагах J.C. Penney, тепер у Macy's.

### Ralph Lauren Fragrance
Від 1978 року вироби парфумерії. Перші колекції ароматів: чоловічий Polo, жіночі Tuxedo й Lauren.
У 1991 році аромат Safari отримав парфумерну премію FiFi Awards в номінації «Новинка — жіночий аромат». У 1993 році чоловіча версія цього аромату отримала премію в номінації «новинка — чоловічий аромат», а в 1994 році — у номінації «чоловічий аромат року — люкс». У 1999 році аромат Ralph Lauren Romance був відзначений як «найкращий жіночий аромат року». Також парфумерної компанії «Ральф Лорен» були присуджені премії за найкращу національну рекламну кампанію жіночого аромату (Ralph Lauren Polo Sport Woman в 1997-м і Ralph Lauren Romance в 1999-му).

### Ralph Lauren Watches and Fine Jewelry
2009 року разом з Compagnie Financière Richemont SA запровадила лінію годинників. 2010 Ralph Lauren Watch & Jewelry Co. впровадила ряд ювелірних виробів. Розкішні товари.

### Ralph Lauren Home
Від 1983 року виготовляються меблі, товари для ванних, білизна; фаянсовий, порцеляновий, кришталевий, срібний посуд, лампи, тканини, шпалери, підлога, штори, декорації та подарунки.

### Ralph Lauren Paint
Від 1995 року понад 400 кольорів фарби для декорування житла.

### Ralph Lauren Restaurants
Від 1999 року ресторани у власних магазинах.

## Діяльність
Polo Ralph Lauren випускає одяг, аксесуари, парфумерію і предмети інтер'єру під такими торговими марками, як Ralph Lauren, Polo Jeans Co., RRL, RLX, Rugby, RL Childrenswear, Chaps, Club Monaco та ін. Усього торгова мережа налічує близько 300 магазинів (в тому числі і в Києві).
У 2006 році загальна чисельність персоналу компанії становила 12,8 тис. осіб. Консолідована виручка компанії за 2006 рік — $3,8 млрд, чистий прибуток — $308,0 млн.